# Калгари
Ка́лгари (англ. Calgary [ˈkælɡ(ə)ri]) — город в провинции Альберта в Канаде. Расположен на юге провинции, в области предгорий и прерий, примерно в 80 км к востоку от водораздела Канадских Скалистых гор. Город расположен также в зоне сенокосных угодий Альберты.
В 2016 город стал третьим по численности населения в стране и крупнейшим в Альберте, а также самым северным городом-миллионером в Канаде и в Северной Америке. В 2011 Калгарийская агломерация стала пятой по величине в Канаде.
Расположен в 294 км к югу от Эдмонтона, а густонаселённая зона между этими городами известна как «Коридор Калгари — Эдмонтон».
Деловая активность в Калгари в основном связана с нефтяной промышленностью, сельским хозяйством и туризмом. В 1988 г. Калгари стал первым канадским городом, в котором прошли зимние Олимпийские игры.

## История

### Первое поселение
До того как в районе Калгари поселились европейцы, его не менее 11 000 лет заселяли народы докловисской культуры. В 1787 году картограф Дэвид Томпсон перезимовал вместе с группой индейцев пикуни на берегу реки Боу. Он был первым известным европейцем, посетившим эту территорию, а первым известным европейцем, поселившимся в районе Калгари, стал в 1873 году Джон Гленн. Туземный образ жизни оставался практически неизменным вплоть до 1870-х — пока европейцы не истребили популяцию американских бизонов до почти полного исчезновения.

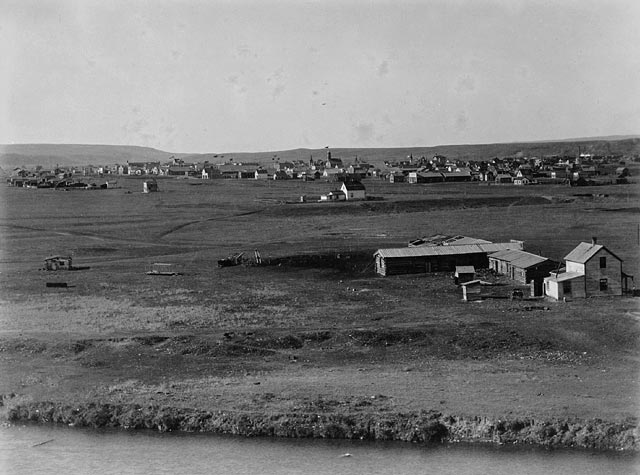
Калгари, 1885 год

В районе Калгари был основан пост Северо-Западной конной полиции (теперь Королевская канадская конная полиция). Отделение СЗКП было создано в 1875 году для защиты западных равнин от американских торговцев виски, а также для защиты пушного промысла. Первоначально пост был назван Форт-Бризбуа по фамилии офицера СЗКП Эфран-А. Бризбуа, но в 1876 году полковник Джеймс Маклауд переименовал его в Форт-Калгари. Это название было дано в честь Калгари на острове Малл (Шотландия). Не существует общепризнанной версии происхождения названия этого города, но в Музее на острове Малл объясняют, что выражение kald gart на древнеисландском языке означает «холодный сад». Возможно, так назвали эту местность викинги, проживавшие на Внутренних Гебридах. По другой версии название, возможно, происходит от гэльского выражения Cala ghearraidh «луг (пастбище) на берегу».
В 1885 году был организован Национальный парк Банф, который наряду с отелем Banff Springs стал местом паломничества туристов со всего мира. Отправным пунктом для тех, кто направляется в этот парк, является международный аэропорт Калгари.
7 ноября 1886 года случился пожар, в результате которого было уничтожено четырнадцать зданий, а потери составили примерно 103 200 $. Хотя при этом никто не пострадал, для того чтобы подобное не повторилось, городские власти подготовили распоряжение, по которому все большие здания в центре города должны быть построены из паскапуйского песчаника.
После того как в 1883 году к городу подошла Канадская Тихоокеанская железная дорога и была построена железнодорожная станция, Калгари стал превращаться в значимый торговый и сельскохозяйственный центр. В настоящее время в Калгари по-прежнему находится главное управление Canadian Pacific Railway.
В 1884 году Калгари получил права муниципалитета (town) и жители выбрали своего первого мэра Джорджа Мердока. В 1894 г. его устав был изменён для предоставления более высокого городского статуса (city) в составе Северо-Западных территорий. После прихода в этот район железной дороги правительство Доминиона начало сдавать пастбищную землю внаём за минимальную плату (до 40 000 гектаров по 2,5 цента за гектар в год). В результате вокруг Калгари стало активно развиваться скотоводство. Уже будучи транспортным и торговым узлом, Калгари вскоре стал и центром торговли крупным рогатым скотом и мясохладобойной промышленности общеканадского масштаба.
С 1896 по 1914 год в этот район стекались переселенцы со всего мира в связи с бесплатным предоставлением «усадебной» земли. Земледелие и скотоводство стали основными составляющими местной экономики, определяя будущее Калгари на многие годы вперёд. Всемирно известный калгарийский стампид по-прежнему ежегодно проводится в июле. Из небольшой выставки сельскохозяйственных продуктов с состязаниями ковбоев, которая стала проводиться с 1912 года четырьмя богатыми хозяевами ранчо, стампид превратился в «крупнейшее на земле зрелище под открытым небом».

### Нефтяной бум
Нефть в Альберте впервые была открыта в 1902 году, но она не играла важной роли в жизни провинции до 1947 года, когда были открыты её огромные запасы. Калгари сразу оказался в центре нефтяного бума. Благодаря арабскому нефтяному эмбарго 1973 года, цены на нефть резко повысились, и экономика города росла очень быстро. За восемнадцать лет население повысилось на 272 000 чел. — с 403 000 (1971) до 675 000 (1989); а за следующие восемнадцать лет — на 345 000 чел. (до 1 020 000 жит. в 2007). За годы бума в городе один за другим появлялись небоскрёбы, и относительно невысокий деловой район быстро оказался застроен многоэтажными зданиями, что продолжается и в настоящее время. Деловая часть Калгари заняла беспокойную центральную часть города, и в связи с этим там до сих пор разрушаются многие исторические здания из песчаника.
Экономика Калгари была так тесно связана с нефтяной промышленностью, что вместе со снижением среднегодовой цены на нефть в 1981 году в городе уменьшилась и деловая активность. Последующее падение цен на нефть воспринималось бизнесом как причина коллапса в нефтяной промышленности, а в результате и во всей калгарийской экономике. Однако она недолго зависела от низких цен на нефть, и к 1990 году полностью восстановилась.

### Новейшая история
В связи с тем, что большое число калгарийцев было занято в секторе энергетики, последствия экономического кризиса начала 1980-х были значительны, и стремительно возрос уровень безработицы. Однако к концу десятилетия экономика восстановилась. В Калгари быстро осознали, что город не должен уделять столь большое внимание нефти и газу, и его экономика и культура с тех пор стали более разнообразными. Период спада знаменует превращение Калгари из средних размеров степного города, ничем не отличавшегося от других, в крупный многонациональный и многоукладный центр. Это превращение было «закреплено» в 1988 году, когда в городе были проведены XV зимние Олимпийские игры. Успех этих Игр по сути принёс ему мировую известность.
Отчасти благодаря росту цен на нефть, экономика в Калгари и Альберте вплоть до конца 2008 года была самой быстрорастущей в стране. Несмотря на то что нефтегазовая промышленность составляла значительную часть экономики, город много инвестировал и в другие сферы деятельности, в том числе в туризм и высокотехнологичное производство. В настоящее время более 3,1 миллиона человек ежегодно посещает город, чтобы побывать на его фестивалях и в местах отдыха, а особенно на калгарийском Стампиде. Близлежащие горнолыжные курортные города Банф, Лейк-Луиз и Канмор также становятся всё более и более популярными у туристов, а в результате они проезжают и через Калгари. К другим современным отраслям относятся лёгкая промышленность, высокие технологии, кинопромышленность, электронная торговля, транспорт и оказание услуг. Качество жизни в городе признано очень высоким: Калгари занимал по этому показателю 25-е место в 2006 году, 24-е — в 2007-м, 25-е — в 2008-м, 26-е — в 2009-м и 28-е — в 2010 году согласно рейтингу Mercer и стал 5-м городом, наиболее удобным для жизни в мире, по мнению Economist Intelligence Unit (EIU). В 2010 году журнал Форбс признал Калгари самым чистым городом в мире. В 2011 году Мерсер ещё и поместил город на первое место по развитию систем безотходного жизнеобеспечения и производства.
В 2015 году мэр Калгари объявил о намерении побороться за право проведения зимних Олимпийских игр 2026 года. В апреле 2018 года МОК обнародовал список претендентов на проведение зимней Олимпиады 2026 года, в котором значился Национальный олимпийский комитет Канады с заявкой от Калгари. 13 ноября 2018 года в Калгари состоялся референдум, на котором 171 750 горожан (56,4 % от всех принявших участие в голосовании) проголосовали против проведения Игр в городе. 18 ноября того же городской совет Калгари официально отказался от проведения в городе зимних Игр.

## География

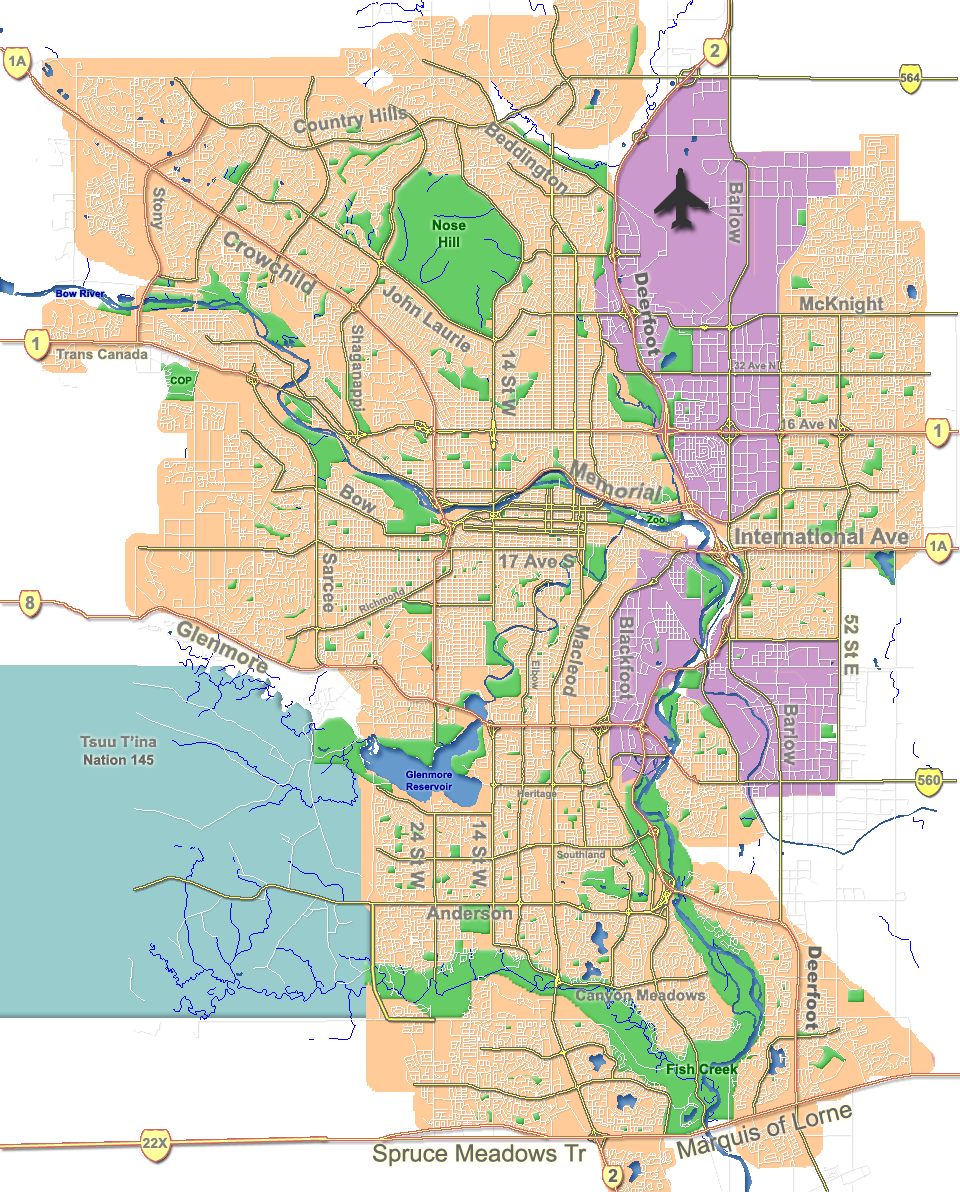
Карта Калгари (фиолетовым цветом обозначены промышленные зоны)

Калгари расположен в переходной зоне между предгорьями Канадских Скалистых гор и Канадскими Прериями. Высота центра Калгари над уровнем моря составляет приблизительно 1048 м, а высота его аэропорта — 1083 м. Собственно Калгари занимает площадь 726,5 км² (2006), что, например, превышает площадь города Торонто.
Через город протекают две крупные реки. Река Боу течёт с северо-запада на юг. Её приток Элбоу течёт с юга на север и впадает в Боу около Даунтаун-Калгари. Так как обычно климат в этой области сухой, густая растительность, естественно, встречается только в долинах рек, на некоторых обращённых на север склонах и в Провинциальном парке Фиш-Крик.
Город занимает большую территорию и состоит из центральной части и окружающих её микрорайонов с различной плотностью населения. В отличие от большинства городов с большой агломерацией, в Калгари большинство пригородов вошли в состав самого города, за исключением таких городов, как Эрдри на севере, Кокран на северо-западе, Стратмор на востоке и посевные площади Спрингбанк и Бэрспоу на западе. Город Окотокс, формально не входящий в агломерацию Калгари, находится совсем недалеко к югу от неё и также считается пригородом. Экономическая область Калгари включает немного больше территорий, чем агломерация, а численность её населения в 2008 составляла 1 251 600 человек.
Многие годы город присоединял к себе земли, чтобы поддерживать свой рост; последнее подобное присоединение завершилось в июле 2007 года, когда в состав города вошла соседняя деревня Шепард, а городские границы вплотную подобрались к деревне Бальзак и оказались совсем недалеко от городов Эрдри и Честермир. Несмотря на такую близость, в настоящее время не планируется присоединять к Калгари ни Эрдри, ни Честермир, а администрация Честермира даже проектирует план развития, предусматривающий самостоятельное освоение земель между этим городом и Калгари.
Город Калгари непосредственно граничит с двумя округами: графством Роки-Вью (на севере, западе и востоке) и Футхилс № 31 (на юге).

### Микрорайоны Калгари

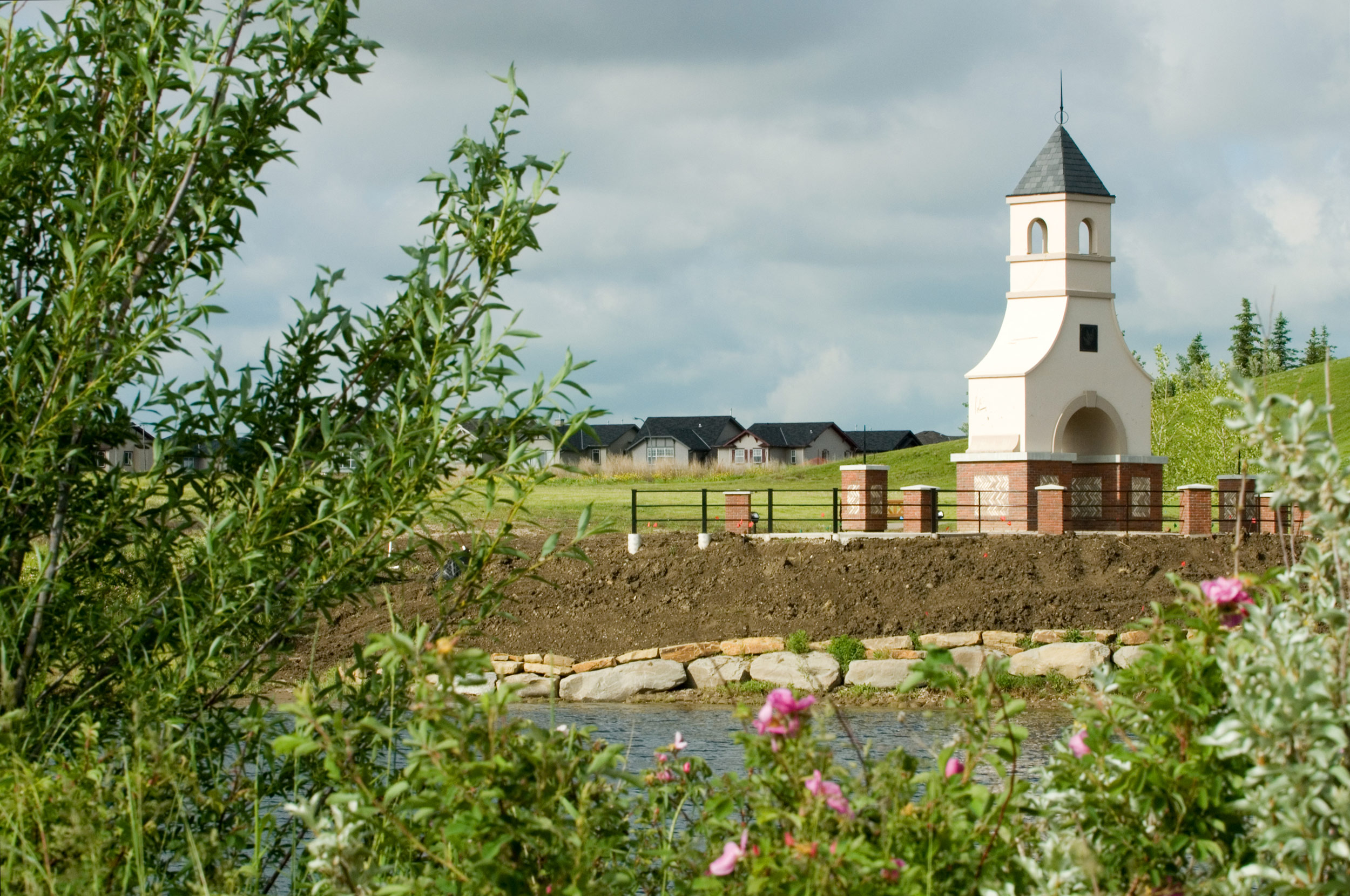
Нью-Брайтон

Деловая часть города состоит из пяти микрорайонов: О-Клэр (включая Фестивальный квартал), Даунтаун-Уэст-Энд, Коммерческий центр, Чайнатаун и Даунтаун-Ист-Виллидж. Коммерческий центр, в свою очередь, разделяется на несколько кварталов: Торговый центр Стивен-авеню, Развлекательный квартал, Квартал искусств и Административный квартал. Отдельно от деловой части, к югу от 9-й авеню находится самый плотно населённый микрорайон Калгари Белтлайн. Он включает в себя несколько кварталов, в том числе Коннот, Виктория-Кроссинг и часть квартала Риверс. Белтлайн является объектом крупных планов муниципалитета по реконструкции, предусматривающих повышение плотности населения и «оживление» центра Калгари.
К деловой части примыкают первые микрорайоны центральной части. К ним относятся Кресент-Хайтс, Хаунсфилд-Хайтс — Брайар-Хилл, Хилхерст — Саннисайд (включая ЗВДА Кенсингтон), Бриджленд, Ренфру, Маунт-Ройал, Мишн, Рэмсей и Инглвуд с Альберт-Парком — Рэдиссон-Хайтсом чуть дальше к востоку. Центральная часть, в свою очередь, граничит с относительно плотно населёнными микрорайонами Роуздейл и Маунт-Плезант на севере; Боунесс, Паркдейл и Глендейл на западе; Парк-Хилл, Саут-Калгари (включая Марда-Луп), Бэнквью, Альтадоре и Килларни на юге; и Форест-Лоун — Интернэшнл-Эвенью на востоке. Остальные микрорайоны, обычно отделённые друг от друга магистралями, считаются пригородными. Всего в Калгари более 180 отдельных микрорайонов.
Некоторые из микрорайонов Калгари когда-то были самостоятельными городами, которые входили в состав Калгари по мере того, как он рос. К их числу относятся Боунесс, Огден, Монтгомери, Форест-Лоун, Миднапор, Роуздейл и с 2007 Шепард.

### Климат

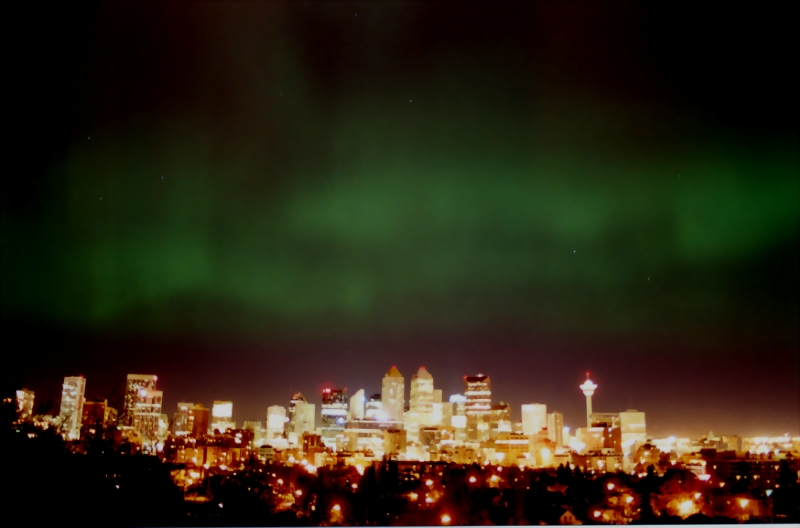
Северное сияние над городом Калгари

Калгари находится в зоне умеренно континентального климата (Dfb по классификации климатов Кёппена и зона морозостойкости растений 3a по классификации Минсельхоза США) с длинной, сухой, холодной, но нестабильной зимой и коротким, умеренно тёплым летом. В значительной мере климат города определяется его высотой над уровнем моря и непосредственной близостью Скалистых гор. В Калгари может быть очень холодная зима, но тёплый и сухой ветер Шинук в зимние месяцы некоторое время дует на город из-за гор и спасает калгарийцев от холода. Этот ветер может всего за несколько часов поднять температуру зимой до 15 °C и сохраняться несколько дней. Шинук— настолько обычное для калгарийской зимы явление, что лишь однажды (в январе 1950 г.) за более чем 100 лет метеорологических наблюдений зимой в Калгари не было оттепели. Более половины всех зимних дней суточный максимум превышает 0 °C. Зимой наблюдаются высокие температуры днём и низкие ночью, разница часто составляет около 10 градусов.
Калгари — город крайностей температур, так как рекордно низкая температура в 1893 году составила −45 °C, а рекордно высокая в 1919 — 36 °C. Примерно пять дней в году температура опускается ниже −30 °C, но период крайне низких температур обычно длится недолго. По данным Министерства окружающей среды Канады среднесуточная температура в Калгари изменяется от −9 °C в январе, до 16 °C в июле.

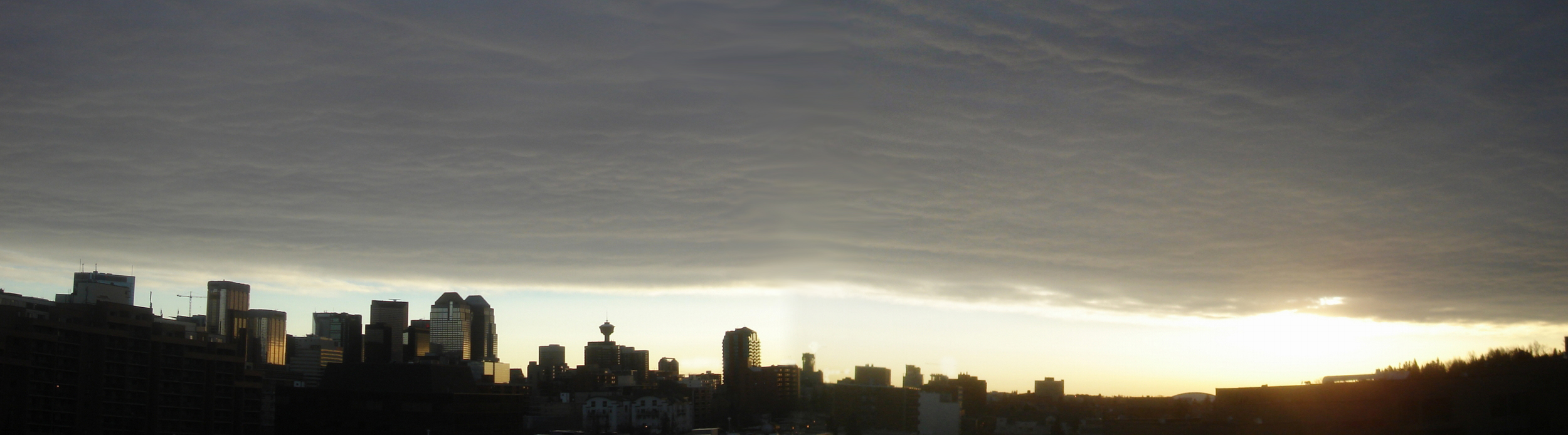
Шинук над Калгари

Вследствие расположения Калгари высоко над уровнем моря и засушливости летние вечера могут быть очень прохладными. Средний летний минимум температуры составляет 8 °C. В дневное время температура в Калгари может достигать 29 °C в июне, июле и августе, а иногда в сентябре и мае. Сухой климат Калгари с относительной влажностью 55 % зимой и 45 % летом похож на климат в других городах на западе Великих равнин и Канадских Прерий. В отличие от городов, расположенных восточнее — Торонто, Монреаля, Оттавы и даже Виннипега, — влажность в Калгари в летний период является исключительным фактором.
Город является одним из самых солнечных в Канаде — солнце в среднем светит там 2400 часов в год. В Международном аэропорту Калгари в северо-восточной части города в среднем в год выпадает 412,6 мм осадков, 320,6 мм осадков в виде дождя и 126,7 мм — в виде снега. Больше всего осадков выпадает с мая по август, а в июне месячный уровень осадков максимален. В самом дождливом месяце за всю историю метеонаблюдений — июне 2005 года — в Калгари выпало 248 мм осадков. Нередки засухи, которые могут случиться в любое время года и продолжаться месяцами, а иногда и в течение нескольких лет. Уровень осадков в западных районах слегка выше, чем на востоке, поэтому рощи в западных предместьях постепенно уступают место безлесным сенокосным угодьям на восточной границе города.
Калгари находится в Южной Альберте, где зимой часто бывают сильные похолодания (хотя и перемежающиеся с потеплениями). Высота снежного покрова в Калгари превышает 1 см примерно 88 дней в году (к примеру, в Торонто примерно 65 дней). Однако количество выпавшего снега (как и температура) может значительно различаться в разных районах этой области — в основном это связано с разницей в высоте над уровнем моря и близости к горам. Температура в южной части Калгари также обычно немного выше, чем в аэропорту.
Грозы идут в Калгари примерно 22 дня в году, большинство из которых приходится на летние месяцы. Калгари находится на границе района Альберты, где часто идут ливни с градом, поэтому разрушительный град бывает там с интервалами в несколько лет. Сильный град, обрушившийся на Калгари 7 сентября 1991 года и нанёсший ущерб в 400 миллионов долларов, был одним из самых разрушительных стихийных бедствий в канадской истории. Смерчи редко появляются в этом районе, так как чаще всего он оказывается к западу от фронта точки росы.
Обычные времена года (нечётко определены в Калгари, так как климат очень нестабильный)
- Зима: с ноября по март
- Весна: с апреля по май
- Лето: с июня по август
- Осень: с сентября по октябрь

| Показатель                                              | Янв.  | Фев. | Март  | Апр. | Май   | Июнь | Июль | Авг. | Сен.  | Окт.  | Нояб. | Дек.  | Год   |
| ------------------------------------------------------- | ----- | ---- | ----- | ---- | ----- | ---- | ---- | ---- | ----- | ----- | ----- | ----- | ----- |
| Абсолютный максимум, °C                                 | 16,5  | 22,6 | 22,8  | 29,4 | 32,4  | 35,0 | 36,1 | 35,6 | 33,3  | 29,4  | 22,8  | 19,5  | 36,1  |
| Средний суточный максимум, °C                           | −2,8  | −0,1 | 4,0   | 11,3 | 16,4  | 20,2 | 22,9 | 22,5 | 17,6  | 12,1  | 2,8   | −1,3  | 10,5  |
| Средняя температура, °C                                 | −8,9  | −6,1 | −1,9  | 4,6  | 9,8   | 13,8 | 16,2 | 15,6 | 10,8  | 5,4   | −3,1  | −7,4  | 4,1   |
| Средний суточный минимум, °C                            | −15,1 | −12  | −7,8  | −2,1 | 3,1   | 7,3  | 9,4  | 8,6  | 4,0   | −1,4  | −8,9  | −13,4 | −2,4  |
| Абсолютный минимум, °C                                  | −44,4 | −45  | −37,2 | −30  | −16,7 | −3,3 | −0,6 | −3,2 | −13,3 | −25,7 | −35   | −42,8 | −45   |
| Норма осадков, мм                                       | 11,6  | 8,8  | 17,4  | 23,9 | 60,3  | 79,8 | 67,9 | 58,8 | 45,7  | 13,9  | 12,3  | 12,2  | 412,6 |
| Источник: Министерство окружающей среды Канады, 2012 г. |       |      |       |      |       |      |      |      |       |       |       |       |       |

### Флора и фауна
В Калгари и его окрестностях встречается много видов растений и животных. В Калгари начинается северная зона распространения горной дугласовой пихты (Pseudotsuga menziesii разн. glauca). Другое широко распространённое хвойное дерево, встречающееся в районе Калгари — ель канадская (Picea glauca).

## Культура
Калгари — это современный город, в то же время много сохранивший от своей традиционной культуры с её салунами в гостиницах, западными барами, ночными клубами, футболом и хоккеем. Калгари — это центр музыки кантри в Канаде, иногда называемый «Северным Нашвиллом».
В Калгари есть несколько районов, где представлены различные культуры. Одним из самых многообразных микрорайонов города является Форест-Лоун, где квартал в районе 17-й авеню Юго-Восток известен также под названием Интернэшнл-Эвенью. Там находится много национальных ресторанов и магазинов.
Несмотря на то что многие калгарийцы продолжают жить на окраинах города, популярными становятся и более центральные кварталы 17-я авеню, Кенсингтон, Инглвуд, Форест-Лоун, Марда-Луп и квартал Мишн, и плотность населения в этих кварталах последнее время увеличивается. В результате там начали развиваться ночная жизнь и культурные мероприятия.
Публичная библиотека Калгари (КПБ) — это городская сеть публичных библиотек с 17 отделениями, где выдаются книги, электронные книги, компакт-диски, DVD-диски, диски Blu-Ray, аудиокниги и другие носители информации. КПБ — вторая по величине библиотека Канады и шестая муниципальная библиотечная система Северной Америки, основанная на выдаче книг и других носителей на дом. Центральная библиотека расположена в даунтауне Ист-Виллидж.
В Калгари располагается Южноальбертский концертный зал «Джубили» — общественно-культурный центр и место для исполнительских видов искусства. Концертный зал — одно из зданий-«близнецов» в провинции, второе из которых находится в Эдмонтоне, и оба из них в просторечии известны как «Джуби». В этом концертном зале на 2538 мест, открытом в 1957, прошли сотни бродвейских мюзиклов, театральных, сценических и частных постановок. Калгарийский Джуби — домашняя сцена для Балета Альберты, Калгарийского оперного театра, музыкального фестиваля Киванис и для ежегодных гражданских церемоний в поминальное воскресенье. Оба концертных зала работают 365 дней в году и управляются провинциальными властями. К столетию провинции в 2005 в обоих зданиях была проведена значительная реконструкция.
В Калгари также работает несколько частных театров; в том числе Уан-Йеллоу-Рэббит, который соседствует в Центре исполнительских видов искусства ЭПКОР с Калгарийским симфоническим оркестром, театр Калгари, Альбертский театральный проект и театр Джанкшн-Грэнд — дом культуры, предназначенный для современного живого искусства. Калгари является также родиной импровизационно-театральных игр, известных как «Театр-спорт». В городе также ежегодно проводятся Калгарийский международный кинофестиваль и Международный анимационный фестиваль.
В городе работают визуальные и абстрактные художники, например, художественный коллектив Юнайтед-Конгресс, а в деловом районе открыто несколько картинных галерей, многие из которых сосредоточены в районе Стивен-авеню и 17-й авеню. Крупнейшая из них — Картинная галерея Калгари (КГК). В Калгари также находится Альбертский колледж изящных искусств.

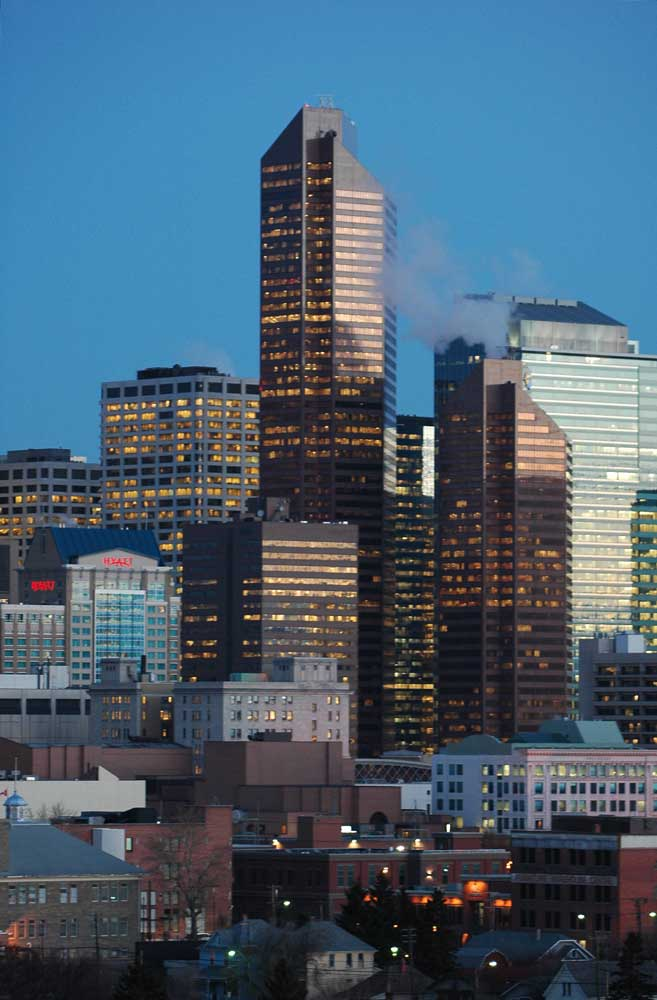
Центр Suncor Energy

В Калгари организовано несколько марширующих духовых оркестров — это Calgary Round-Up Band, Calgary Stetson Show Band, Bishop Grandin Marching Ghosts и двукратный чемпион показов Всемирной ассоциации марширующих духовых оркестров Calgary Stampede Showband — и военные оркестры ККЕВ Текумсе, Собственного королевского Калгарийского полка и Калгарийского шотландского полка. В городе много других штатских духовых оркестров, в особенности это оркестр Калгарийской полицейской службы.
В Калгари проводится несколько ежегодных фестивалей и мероприятий. К ним относятся Калгарийский международный кинофестиваль, Калгарийский фестиваль народной музыки, Калгарийский комедийный фестиваль Фаннифест, Греческий фестиваль, Карифест, Банфско-Калгарийский международный литературный фестиваль Вердфест, Сиреневый фестиваль, Глоубалфест, Калгарийский фестиваль крайностей, фестиваль Саммерсток, Экспо-Латино, Калгарийский фестиваль гомосексуалистов, Калгарийский международный фестиваль живого слова и многие другие культурные и национальные фестивали. Самым известным мероприятием в Калгари является калгарийский стампид, который ежегодно проходит в июле с 1912. Это один из крупнейших фестивалей в Канаде, в рамках которого проводятся 10-дневное родео и выставка, которые в 2005 году посетило 1 242 928 человек.
В городе открыто несколько музеев. Музей Гленбоу является крупнейшим в Западной Канаде и состоит из картинной галереи и галереи коренных народов. К другим крупным музеям относятся Китайский культурный центр (крупнейший автономный культурный центр в Канаде на площади 6500 м²), Канадская олимпийская галерея славы и музей (в Канадском олимпийском парке), военные музеи, Музей хоровой музыки и Аэрокосмический музей.
Район Калгари также притягивает кинорежиссёров. В окрестностях города сняты многочисленные кинокартины. Кинокартина Тома Селлека Crossfire Trail была снята на ранчо около Калгари, хотя местом действия фильма является Вайоминг.

## Спорт и отдых

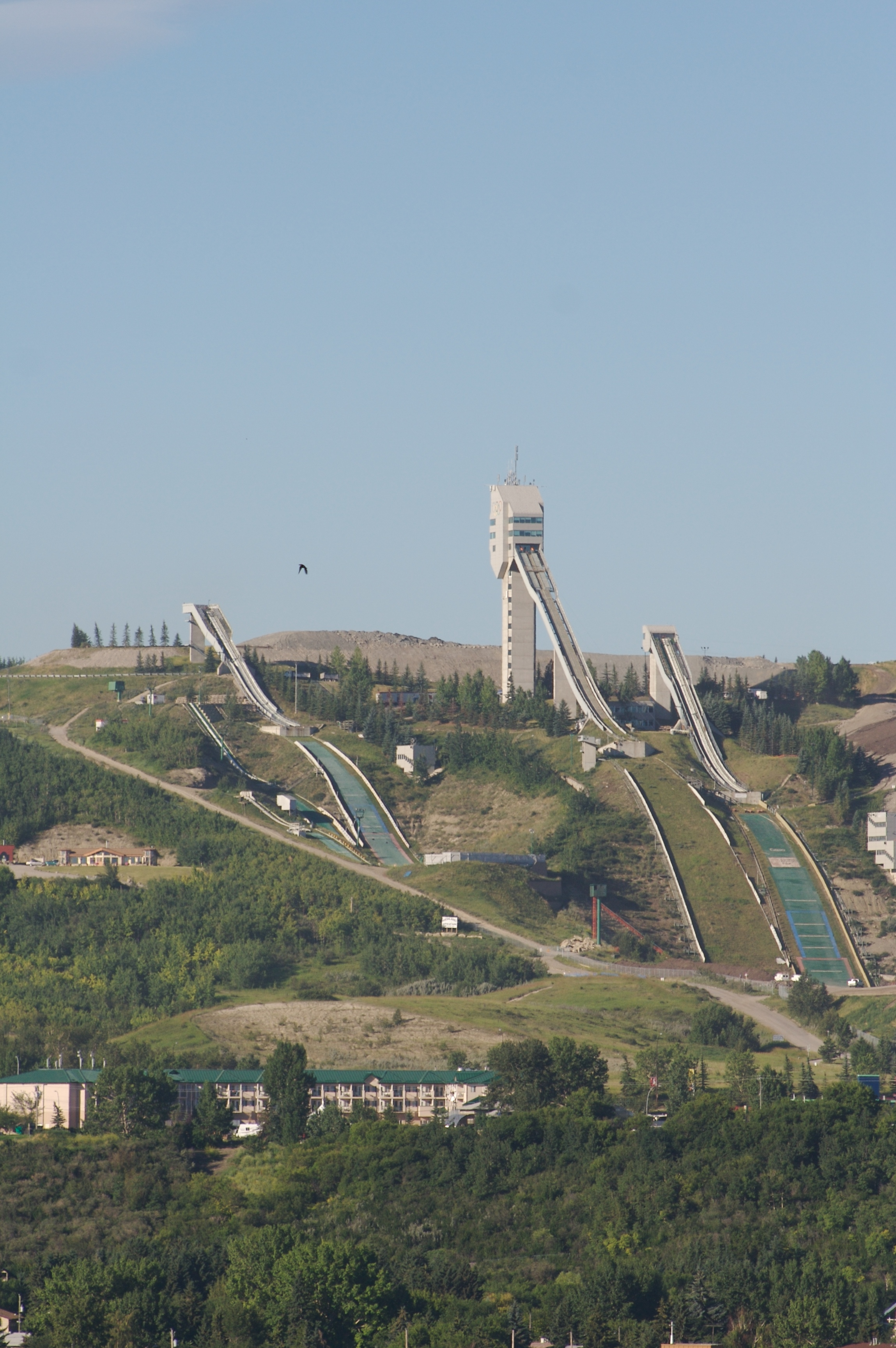
Канадский олимпийский парк

Во многом благодаря близости Скалистых гор, Калгари традиционно является популярным центром зимних видов спорта. После зимних Олимпийских игр 1988 в городе осталось несколько крупных спортивных сооружений, в том числе Канадский олимпийский парк (санный спорт, лыжные гонки, прыжки на лыжах с трамплина, горнолыжный спорт, сноуборд и некоторые летние виды спорта) и Олимпийский овал (конькобежный спорт и хоккей). Эти сооружения служат главными местами тренировок для ряда профессиональных спортсменов. В летние месяцы Канадский олимпийский парк используется также как место для катания на горном велосипеде.
Летом на реке Боу очень популярна рыбалка. Также среди калгарийцев чрезвычайно популярен гольф, и в городе очень много площадок для этого вида спорта.
В августе 2009 в клубе водных лыж Predator Bay примерно в 40 километрах к югу от города состоялся Чемпионат мира по водным лыжам.

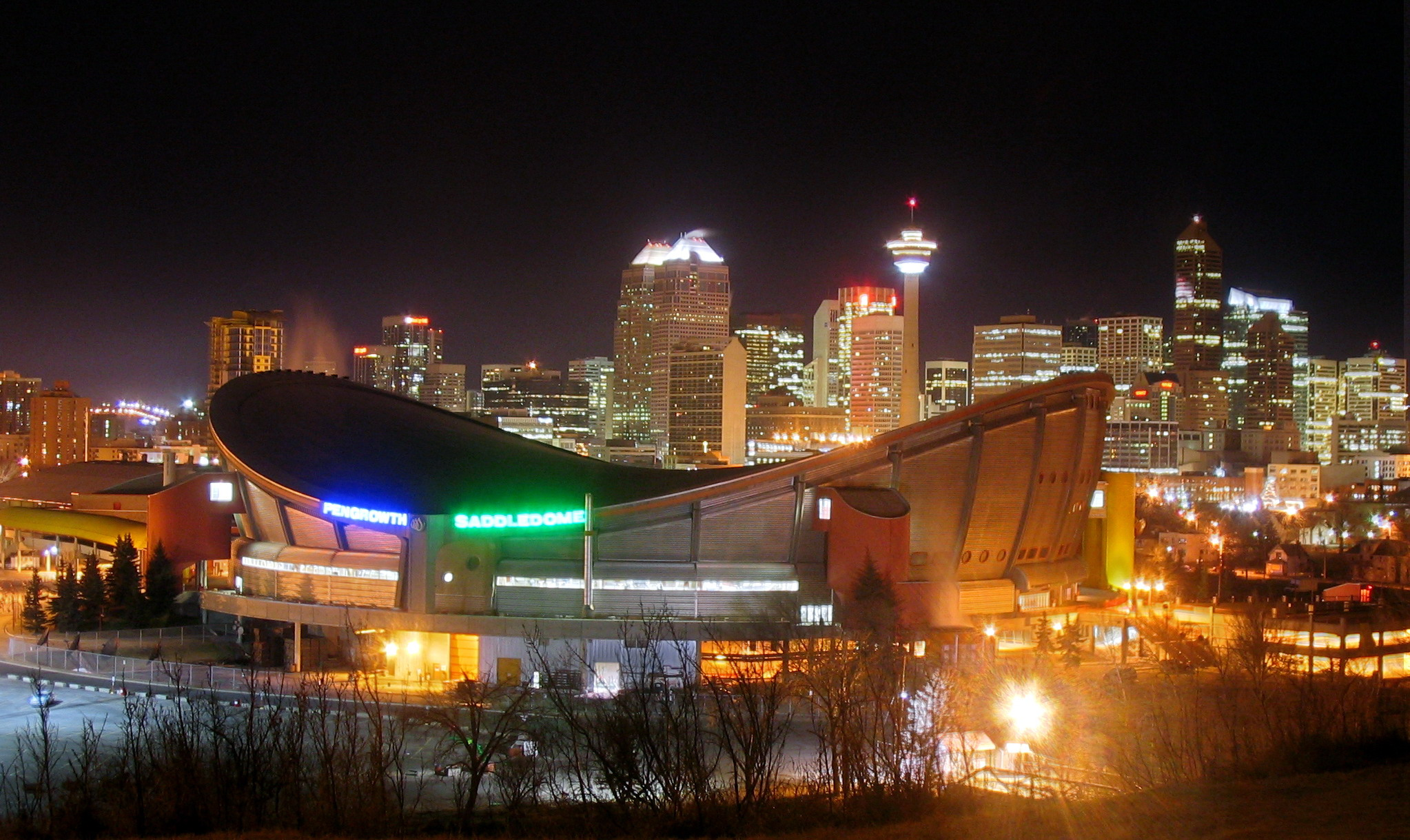
Скоушабэнк-Сэдлдоум

В рамках популярной Битвы за Альберту городские спортивные команды постоянно соревнуются со своими коллегами из Эдмонтона: чаще всего это Калгари Флэймз и Эдмонтон Ойлерз в Национальной хоккейной лиге и Калгари Стампидерс с Эдмонтон Эскимос в Канадской футбольной лиге.
В городе разбито много парков, в том числе Провинциальный парк Фиш-Крик, парк Ноус-Хилл, Боунесс, Эдуорти, Инглвудский птичий заказник, парк Конфедерации и острова Принсес. Парк Ноус-Хилл — крупнейший городской парк в Канаде. Вместе с большинством городских микрорайонов эти парки представляют собой крупнейшую многоцелевую (прогулки, катание на велосипеде, роликовых коньках и т. д.) систему маршрутов в Северной Америке.
Основатель городской профессиональной школы реслинга Стю Харт — родоначальник одной из известнейших систем борьбы в истории этого вида спорта.
| Клуб               | Лига                         | Домашний стадион    | Основание | Звания чемпиона |
| Калгари Стампидерс | Канадская футбольная лига    | Стадион Макмэхон    | 1945      | 6               |
| Калгари Флэймз     | Национальная хоккейная лига  | Скоушабэнк-Сэдлдоум | 1980      | 1               |
| Калгари Рафнекс    | Национальная лакроссная лига | Скоушабэнк-Сэдлдоум | 2001      | 2               |
| Калгари Вайперс    | Золотая бейсбольная лига     | Стадион Футхилс     | 2004      | 1               |

| Клуб                                         | Лига                                  | Домашний стадион                   | Основание | Звания чемпиона |
| Калгари Канакс                               | Альбертская юношеская хоккейная лига  | Центр Макса Белла                  | 1971      | 9               |
| Калгари Мастангс                             | Альбертская юношеская хоккейная лига  | Олимпийская арена о. Дэвида Бауэра | 1990      | 1               |
| Калгарийская ассоциация конькобежного спорта | Конькобежный спорт Канады             | Олимпийский овал                   | 1990      | 10              |
| Калгари Хитмен                               | Западная хоккейная лига               | Скоушабэнк-Сэдлдоум                | 1995      | 1               |
| Калгари Оувал Экстрим                        | Западная женская хоккейная лига       | Олимпийский овал                   | 1995      | 4               |
| Калгари Мэверикс                             | Канадская регбийная суперлига         | Калгарийский регбийный парк        | 1998      | 1               |
| Калгари Юнайтед                              | Канадская высшая мини-футбольная лига | Стампид-Коррал                     | 2007      | 0               |

## Достопримечательности

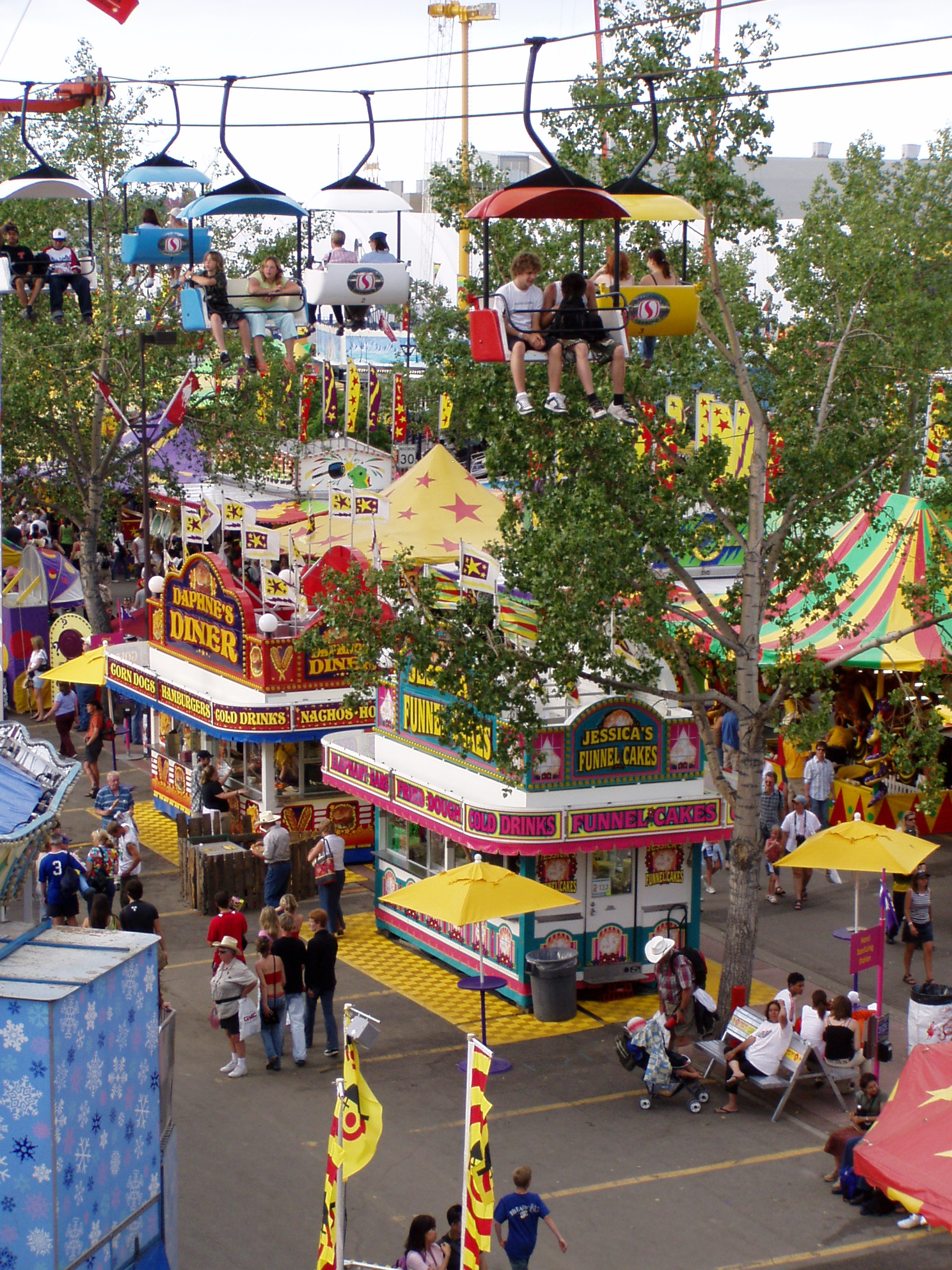
Место проведения калгарийского стампида

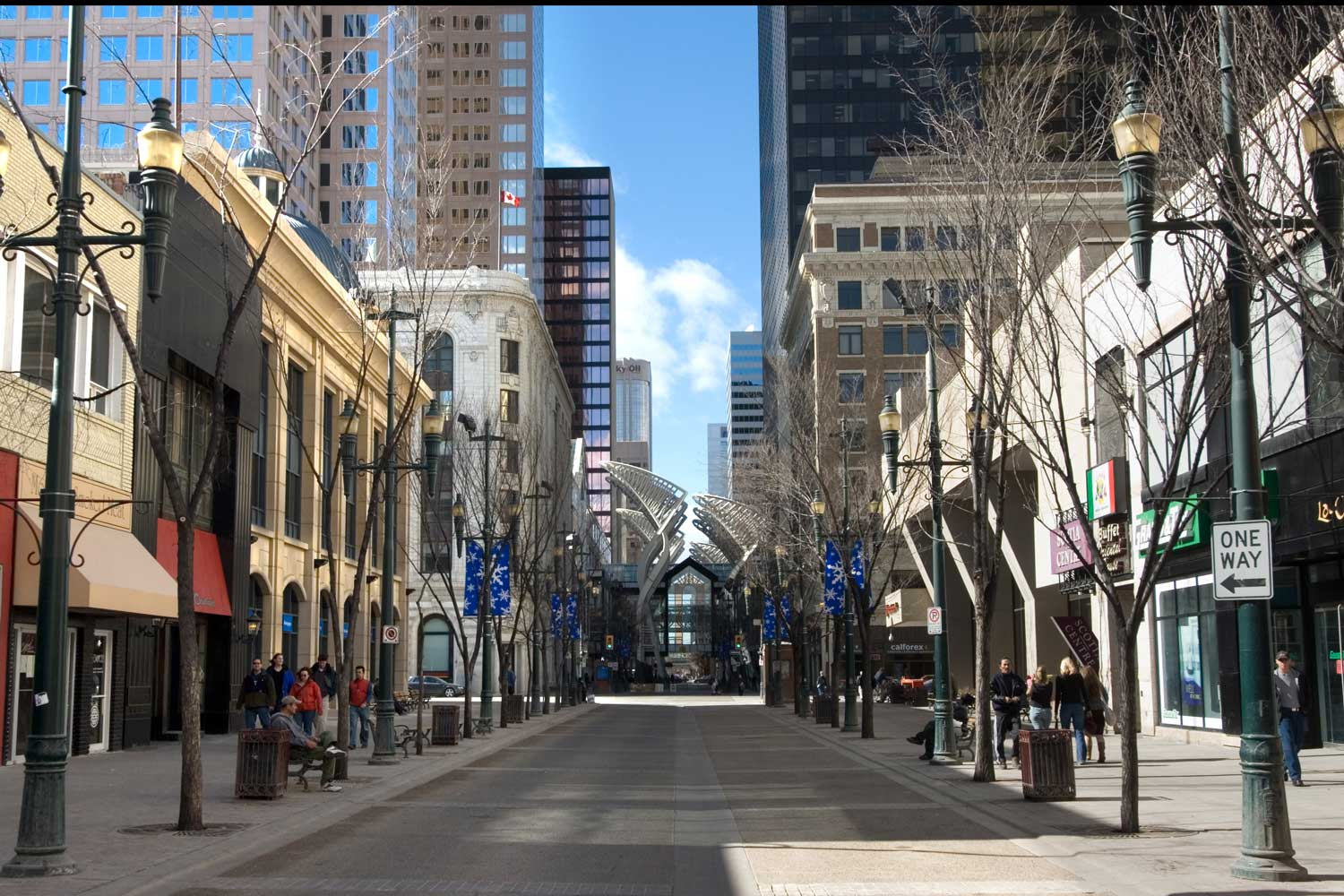
Стивен-авеню

Даунтаун-Калгари отличается эклектичным разнообразием ресторанов и баров, культурных мероприятий, общественных (как площадь Олимпик) мест и торговых зон. Среди наиболее известных торговых зон: торговый центр Те-Кор (бывший центр Калгари-Итон/Ти-Ди-Скуэр), Стивен-авеню и О-Клэр-Маркет. К достопримечательностям делового центра относятся Калгарийский зоопарк, Мир науки Telus, комплекс для конференций Telus, квартал Чайнатаун, музей Гленбоу, Калгарийская башня, картинная галерея Калгари (КГК) и Центр исполнительских видов искусства EPCOR. Девонские сады, занимающие площадь в 1,01 га на 4-м этаже Ти-Ди-Скуэра (над торговой зоной),— одни из крупнейших городских крытых садов в мире. В Даунтаун-Калгари, к северу от квартала О-Клэр, находится и городской парк острова Принсес. К югу от деловой части находятся центр города и Белтлайн. Этот район быстро становится самой активной и плотно населённой смешанной зоной в городе. В центре квартала находится популярная 17-я авеню, известная своими многочисленными барами и ночными клубами, ресторанами и магазинами. Во время участия Калгари Флеймс в плей-офф кубка Стэнли в 2004 году в дни матчей 17-ю авеню посещало более 50 000 болельщиков. Концентрация болельщиков в красных свитерах на 17-й авеню привела к тому, что во время плей-офф улицу стали шутливо называть «Красной милей». В деловую часть легко попасть на городском скоростном трамвае.
К достопримечательностям западной части города относится парк Историческая деревня Херитадж-Парк, представляющий жизнь в Альберте до Первой мировой войны, где можно увидеть исторические транспортные средства в рабочем состоянии: паровоз, колёсный пароход и электрический трамвай. Сама деревня представляет собой смесь точных копий зданий и исторических сооружений южной Альберты. К другим важным достопримечательностям можно отнести Канадский олимпийский парк и Спрус-Медоус. Кроме многочисленных торговых зон в центре города, в Калгари открыто множество крупных пригородных торговых центров. Крупнейшие из них: Чинук-Сентер и Саутсентер-Молл на юге, Уэст-Хилс и Сигнал-Хилл на юго-западе, Саут-Трейл-Кроссинг и Дирфут-Медоус на юго-востоке, Маркет-Молл на северо-западе, Санридж-Молл на северо-востоке и новый Кроссайрон-Милс между северными границами Калгари и южными границами Эрдри.
Даунтаун-Калгари отличается от других микрорайонов своими многочисленными высотными зданиями. Некоторые из этих строений, например Калгарийская башня и Скоушабэнк-Сэдлдоум, настолько уникальны, что являются символами Калгари. Административные здания в основном находятся в коммерческом центре, тогда как в Даунтаун-Уэст-Энде и Белтлайне к югу от деловой части наиболее часто встречаются жилые башни. Эти здания — свидетели резких подъёмов деловой активности и неудач города, поэтому по ним легко можно определить различные периоды развития, определившие облик деловой части. Первый бум в строительстве небоскрёбов пришёлся на конец 1950-х и продолжался до 1970-х. После 1980 года, во время спада, строительство многих высотных объектов было незамедлительно остановлено. Крупное строительство возобновилось лишь в конце 1980-х — начале 1990-х, чему дали толчок зимние Олимпийские игры 1988 и рост экономики.
В общей сложности, в центре есть 10 административных зданий не ниже 150 метров (примерно 40 этажей). Самое высокое из них — центр Suncor Energy (бывший центр Petro-Canada), являющийся высочайшей административной башней в Канаде без учёта Торонто. Калгарийские башни Бэнкерс-Холл являются самыми высокими «башнями-близнецами» в Канаде. В деловой части запланировано строительство нескольких более крупных административных башен: Те-Боу, Джемисон-Плейс, Эйтс-Эвенью-Плейс (две башни), Сентенниал-Плейс (две башни), центр City (две башни) и очень ожидаемые (хотя лишь известные по слухам) башни-близнецы Imperial Oil и центра First Canadian. В 2008 в Калгари было 264 завершённых многоэтажных дома, 42 в стадии строительства, 13 получивших разрешение на строительство и 63 предлагаемых проекта.
Административные здания в деловой части соединены крупнейшей в мире сетью пешеходных эстакад (надземных крытых пешеходных мостов), официально называемой +15. Это название связано с тем, что высота мостов, как правило, составляет 15 футов (4,6 м) над уровнем земли.

## Демографические показатели
| История населения         | История населения | История населения |
| Год                       | Численность       | % изменения       |
| ------------------------- | ----------------- | ----------------- |
| 1884                      | 506               | -                 |
| 1891                      | 3876              | 666               |
| 1901                      | 4 091             | 5,5               |
| 1911                      | 43 704            | 968,3             |
| 1921                      | 63 305            | 44,8              |
| 1931                      | 81 636            | 29,0              |
| 1941                      | 87 267            | 6,9               |
| 1951                      | 129 060           | 47,9              |
| 1961                      | 249 641           | 93,4              |
| 1971                      | 403 320           | 61,6              |
| 1981                      | 591 857           | 46,7              |
| 1991                      | 708 593           | 19,7              |
| 2001                      | 879 003           | 24,0              |
| 2006                      | 988 193           | 12,4              |
| 2009 (городская перепись) | 1 065 455         | 7,8               |

По городской переписи 2009 численность населения Калгари составляет 1 065 455 человек.
По федеральной переписи Статистической службы Канады 2006, в самом городе проживало 988 193 человека. 49,9 % его населения было мужского пола, и 50,1 % — женского пола. Дети младше 5 лет составляли приблизительно 6 % постоянного населения. Для сравнения, в Альберте этот показатель находится на уровне 6,2 %, а в Канаде в целом — 5,6 %.
В 2006 средний возраст в городе составлял 35,7 года (в Альберте — 36 лет, в Канаде в целом — 39,5 года).
В 2001 город населяло 878 866 человек, а в 1996—768 082 человека.
С 2001 по 2006 население Калгари выросло на 12,4 %. За этот же период население Альберты увеличилось на 10,6 %, а Канады — на 5,4 %. Плотность населения в городе в среднем составляла 1360,2 жителя на квадратный километр (в провинции в среднем 5,1 жителя на квадратный километр).
Городская перепись, проводимая ежегодно для ведения переговоров с провинциальным и федеральным правительствами о финансовых соглашениях, в 2006 зарегистрировала численность населения чуть более 991 000 человек. Население Калгарийской агломерации в 2006 было чуть более 1,1 миллиона человек, а экономической области Калгари — чуть менее 1,17 миллиона человек. 25 июля 2006 городское руководство официально объявило о рождении миллионного жителя города, после того как перепись показала, что население увеличивалось примерно на 98 человек в день. Эта дата была определена лишь предположительно путём статистической аппроксимации, причём при расчётах учитывались лишь дети, родившиеся в семьях калгарийцев. Сальдо миграции в 2006 составило 25 794 человека в год, что значительно больше, чем 12 117 чел./г. в 2005.

### Национальные меньшинства
Калгарийская агломерация является третьей в Канаде по разнообразию видимых меньшинств после Торонто и Ванкувера (среди агломераций с населением более 200 000 чел.).
| Город Калгари 2006 Источник: Статистическая служба Канады, 2006 | Город Калгари 2006 Источник: Статистическая служба Канады, 2006 | Численность | Доля в группе | % всего населения |
| --------------------------------------------------------------- | --------------------------------------------------------------- | ----------- | ------------- | ----------------- |
| Группа видимых меньшинств                                       | Китайцы                                                         | 65 365      | 28,1          | 6,7               |
| Группа видимых меньшинств                                       | Темнокожие                                                      | 20 540      | 8,8           | 2,1               |
| Группа видимых меньшинств                                       | Филиппинцы                                                      | 24 915      | 10,7          | 2,5               |
| Группа видимых меньшинств                                       | Южноазиатские народы                                            | 56 210      | 24,2          | 5,7               |
| Группа видимых меньшинств                                       | Западноазиатские народы                                         | 5930        | 2,6           | 0,6               |
| Группа видимых меньшинств                                       | Арабы                                                           | 11 245      | 4,8           | 1,2               |
| Группа видимых меньшинств                                       | Латиноамериканцы                                                | 13 120      | 5,6           | 1,3               |
| Группа видимых меньшинств                                       | Народы Юго-Восточной Азии                                       | 15 410      | 6,6           | 1,6               |
| Группа видимых меньшинств                                       | Корейцы                                                         | 6710        | 2,9           | 0,7               |
| Группа видимых меньшинств                                       | Японцы                                                          | 4490        | 1,9           | 0,5               |
| Группа видимых меньшинств                                       | Принадлежащие к разным группам                                  | 6605        | 2,8           | 0,7               |
| Группа видимых меньшинств                                       | Другие                                                          | 1920        | 0,8           | 0,2               |
| Всего видимых меньшинств                                        | Всего видимых меньшинств                                        | 232 460     | 100           | 23,7              |
| Всего коренного населения                                       | Всего коренного населения                                       | 24 425      |               | 2,5               |
| Другие меньшинства или коренные жители                          | Другие меньшинства или коренные жители                          | 722 600     |               | 73,8              |
| Всего населения                                                 | Всего населения                                                 | 979 485     |               | 100               |

## Управление и политика

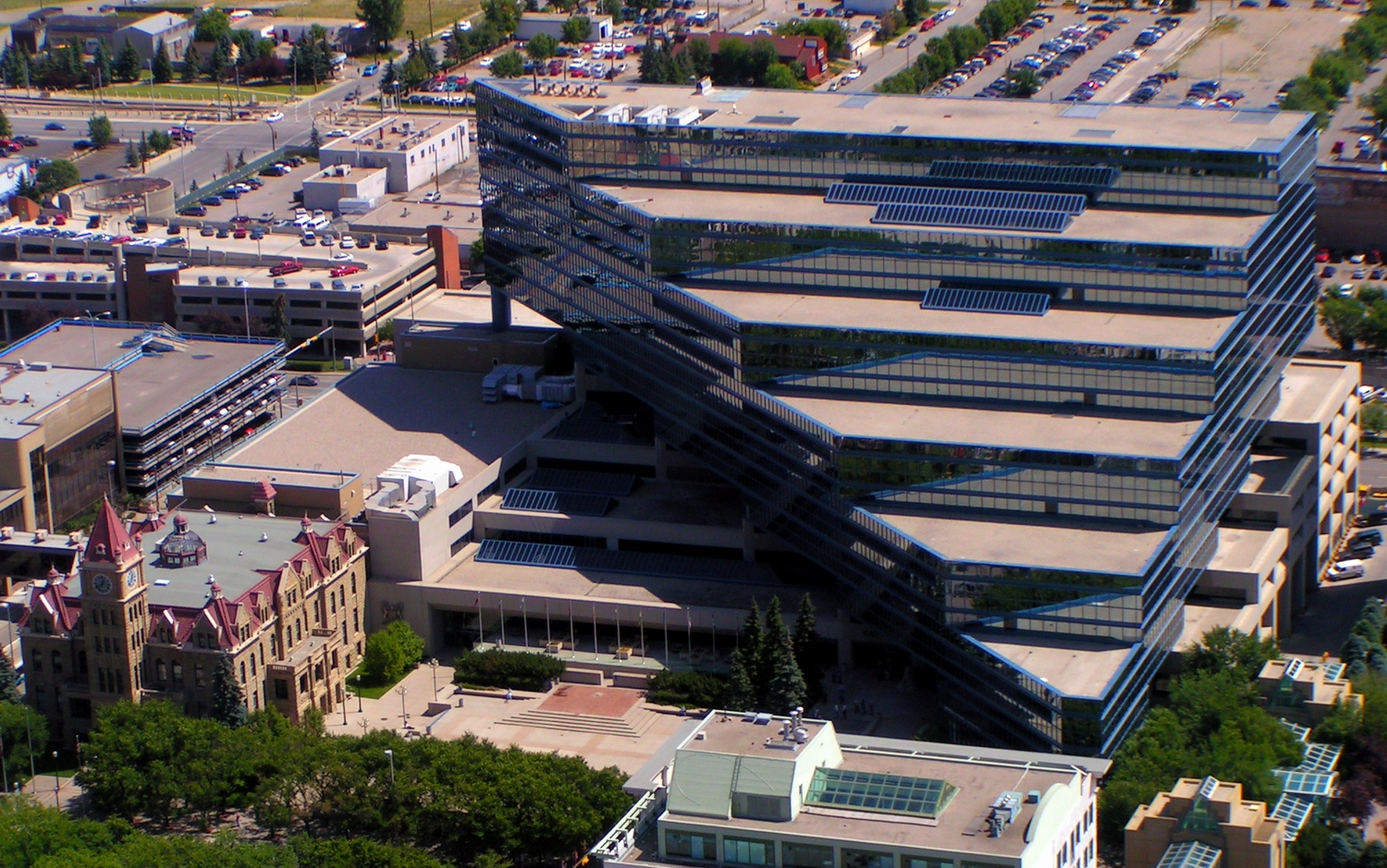
Новое (справа) и старое (слева) здания Городского совета Калгари

Обычно Калгари считается городом консерваторов, где господствуют социальные и финансовые консерваторы. В связи с тем, что город является корпоративным центром, там высока доля работников, занятых на конторских должностях. Высокая концентрация нефтяных и газовых корпораций в 1971 привела к подъёму Прогрессивно-консервативной партии Питера Локхида. В 1990-х в политической культуре на федеральном уровне господствовала правая Реформистская партия Канады, а на провинциальном — прогрессисты-консерваторы.
Зелёная партия Канады также выдвигала депутатов от Калгари: на федеральных выборах 2004 она получила 7,5 % голосов по городу и, в частности, 11,3 % в избирательном округе Север центра Калгари. Перед 26-ми альбертскими всеобщими выборами был организован правый Союз Альберты, выступавший за консервативные финансовые и социальные реформы. Однако ни Союзу Альберты, ни его преемнику Союзу шиповника не удалось получить депутатские кресла на провинциальных выборах 2008.
Однако с ростом численности населения разнообразнее становится и политика Калгари. Одно становящееся популярным альтернативное движение было особенно активно во время демонстраций по поводу Всемирного нефтяного конгресса 2000 и протестов антиглобалистов на саммите Б8 в 2002. Протестующими были как местные жители, так и приезжие. В городе открыты отделения различных активистских организаций, а также Антикапиталистического объединения.

### Городская политика
Управление Калгари осуществляется в соответствии с Законом Альберты о городском управлении (1995). Калгарийцы избирают 14 районных советников и мэра в Городской совет Калгари каждые четыре года. На муниципальных выборах 2010 был избран мэром Нахид Ненши. Нахид Ненши также был переизбран на свою должность в 2013 и 2017 году.
Операционный бюджет города в 2007 году составлял 2,1 миллиарда долларов и на 41 % обеспечивался налогами на имущество. Ежегодно налогов на имущество собирается на 757 миллионов долларов, 386 из которых приходится на жилую собственность и 371 — на нежилую. 54 % расходов приходится на жалованье городским служащим, зарплату и пособия.
В Калгари независимо друг от друга существует два отдела среднего образования: государственный и специальный. Оба отдела состоят из 7 выборных доверенных лиц, представляющих по 2 района из 14. Отделы среднего образования считаются частью городской политики в Калгари, так как избираются одновременно с Городским советом.

### Провинциальная политика
В провинциальном законодательном собрании Калгари представляют 23 депутата, в том числе 16 прогрессистов-консерваторов, четверо альбертских либералов, двое членов Союза шиповника и один член Альбертской партии. Ровно 14 лет (с 14 декабря 1992 по 14 декабря 2006) кресло Калгари-Элбоу занимал провинциальный премьер-министр и глава Прогрессивно-консервативной партии Альберты Ральф Клейн. Клейн впервые был избран в Законодательное собрание Альберты в 1989, а 20 сентября 2006 подал в отставку. На посту провинциального премьер-министра и главы Прогрессивно-консервативной партии его сменил депутат законодательного собрания от Форт-Саскачевана — Вегревилла Эд Стельмах. Вслед за этой сменой руководства роль и представительство Калгари в провинциальных вопросах значительно сократились, так как в провинциальном кабинете министров его стали представлять трое депутатов вместо восьми, при этом лишь один Грег Мелчин сохранил свой министерский пост. В июне 2007 на дополнительных выборах в бывшем избирательном округе Ральфа Клейна, который ПКП сохраняла за собой с тех пор, как пришла к власти в 1971, победу одержал альбертский либерал Крейг Чеффинс. Эксперты предсказывали, что на всеобщих выборах 2008 тори потеряют много голосов в своём традиционном оплоте, что многие принимали как само собой разумеющееся и не придавали этому значения.
На выборах 2008 либералы увеличили число депутатов от Калгари с четырёх до пяти. Неожиданным были не результат ПКП в Калгари, обусловленный недовольством правительством Стельмаха, особенно в Центре Калгари, а то, что, вместе с тем, ПКП одержала крупную победу в Эдмонтоне. В целом число либеральных депутатов сократилось до девяти, и впервые в истории большинство этой фракции представляет избирательные округа Калгари.

### Федеральная политика
Все восемь федеральных депутатов от Калгари являются членами Консервативной партии Канады (КПК). Предшественницы КПК традиционно сохраняют за собой большинство в Калгари. Депутатом от федерального избирательного округа Юго-Запад Калгари является премьер-министр и глава КПК Стивен Харпер. Интересно, что тот же самый округ представлял и Престон Мэннинг, глава Реформистской партии Канады, которая была предшественницей КПК. Бывший премьер-министр и глава Прогрессивно-консервативной партии Канады (также предшественницы КПК) Джо Кларк представлял избирательный округ Центр Калгари. Из 22 премьер-министров Канады двое представляли какой-либо избирательный округ Калгари непосредственно в качестве премьер-министров. Первым из них был Р. Б. Беннет, с 1930 по 1935 представлявший Запад Калгари.

## Экономика

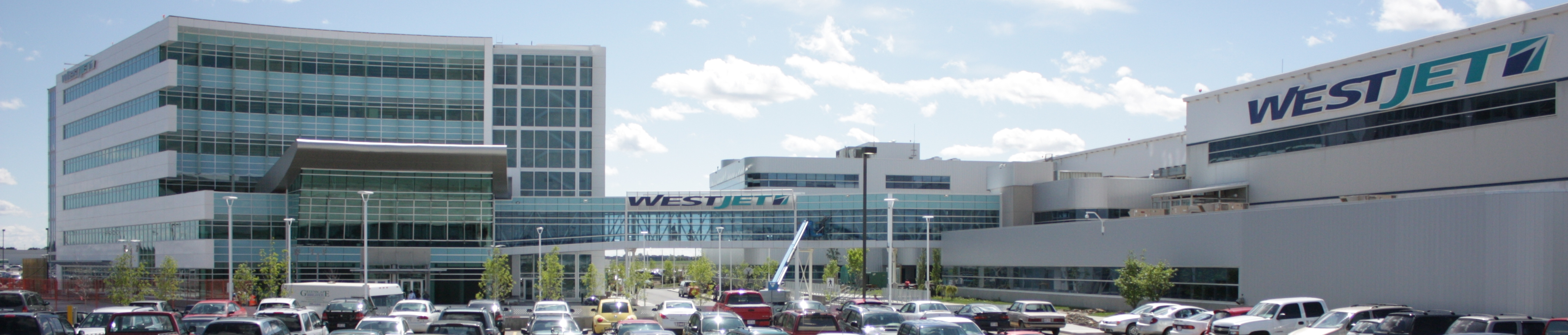
Главное управление WestJet

Нефтегазовая промышленность уже не занимает господствующего положения в калгарийской экономике, как прежде, хотя её доля в валовом городском продукте и остаётся самой крупной. В 2006 реальный валовой продукт Калгари (в ценах 1997 года) составил 52,39 миллиарда канадских долларов, а доля нефтегазовой и горной промышленности в нём — 12 %. Крупнейшими нефтегазовыми компаниями являются BP, EnCana, Imperial Oil, Suncor Energy, Shell Canada, TransCanada и Nexen — таким образом, в Калгари располагаются управления 87 % канадских производителей нефти и природного газа и 66 % угледобывающих предприятий.
В 1996 Canadian Pacific Railway перенесла свою главную контору из Монреаля в Калгари и теперь является одним из крупнейших работодателей города, имея штат в 3100 работников. В 2005 из Торонто своё главное управление перенесла и Imperial Oil, благодаря невысоким альбертским корпоративным налогам и для большей близости к своим нефтяным предприятиям. Это привело к переселению примерно 400 семей.
К другим крупным работодателям относятся Shaw Communications (7500 работников), Nova Chemicals (4900 работников), Telus (4500 работников), Nexen (3200 работников), CNRL (2500 работников), Shell Canada (2200 работников), Dow Chemical Canada (2000 работников).
В октябре 2006 EnCana объявила о строительстве Те-Боу — 58-этажного небоскрёба в деловом центре города. Эта новая штаб-квартира корпорации по завершении строительства станет самым высоким зданием в Канаде за пределами Торонто.
В 2009 трудовые ресурсы города составляли 649 300 человек (а доля экономически активного населения — 76,3 %). В 2006 безработица находилась на одном из самых низких уровней среди крупных городов Канады (1,2 %), поэтому в городе даже наблюдается нехватка как квалифицированных, так и неквалифицированных рабочих. Для рабочих индустрии обслуживания часто применяются бонусы при подписании, а начальные ставки заработной платы для учащихся начальной школы в местных экспресс-закусочных достигают 15 $ в час. Гостиницам в деловой части приходилось закрывать целые этажи из-за недостатка служебного персонала для уборки всех комнат. Местный бум жилищного строительства в сочетании с крупными проектами дорожного строительства и конкуренцией с северными нефтяными месторождениями с высокой заработной платой создают напряжённую ситуацию с рабочей силой.
Около Международного аэропорта Калгари находится штаб-квартира WestJet, а на территории аэропорта — главное управление Enerjet. Штаб-квартиры Canadian Airlines и Zip (дочерней компании Air Canada) до своей ликвидации также находились около городского аэропорта.

## Образование

### Среднее
В 2010—2011 учебном году 99 491 учащийся получал полное среднее образование в 223 англоязычных средних школах, находящихся в ведении Калгарийского совета по вопросам образования, а вместе с учащимися Образовательной службы Чинук и получающими дистанционное образование это число возрастает до 102 917 человек. Ещё 43 000 человек посещали 95 школ отдельного англоязычного Калгарийского католического школьного округа. У относительно малочисленной франкоязычной общины есть свои отделы среднего образования (бесплатный и католический), которые обслуживают Калгари и более обширные соседние округа. Также в городе открыто несколько провинциальных школ. В Калгари есть несколько уникальных школ, включая Национальную спортивную школу — первую в стране среднюю школу, предназначенную для спортсменов-олимпийцев. В Калгари также существует много частных школ, в том числе средние школы Рандл, Уэст-Айленд, школы-интернаты Рандл, Клир-Уотер, Маунтин-Вью, Уэббер, Делта-Уэст, Мастерс, адвентистская школа-интернат Чинук-Уиндс, духовная школа Менно Симонса и школа Эдж.
В Калгари также находится крупнейшая в Западной Канаде средняя школа лорда Бивербрука, в 2005—2006 учебном году насчитывавшая 2241 учащегося. В настоящее время число учащихся в бивербруковской школе составляет 2013 человек (2009), и по этому показателю её опережает лишь несколько школ; средняя школа Западной Канады насчитывает 2035, а средняя школа сэра Уинстона Черчилля — 1983 учащихся (2009).

### Высшее

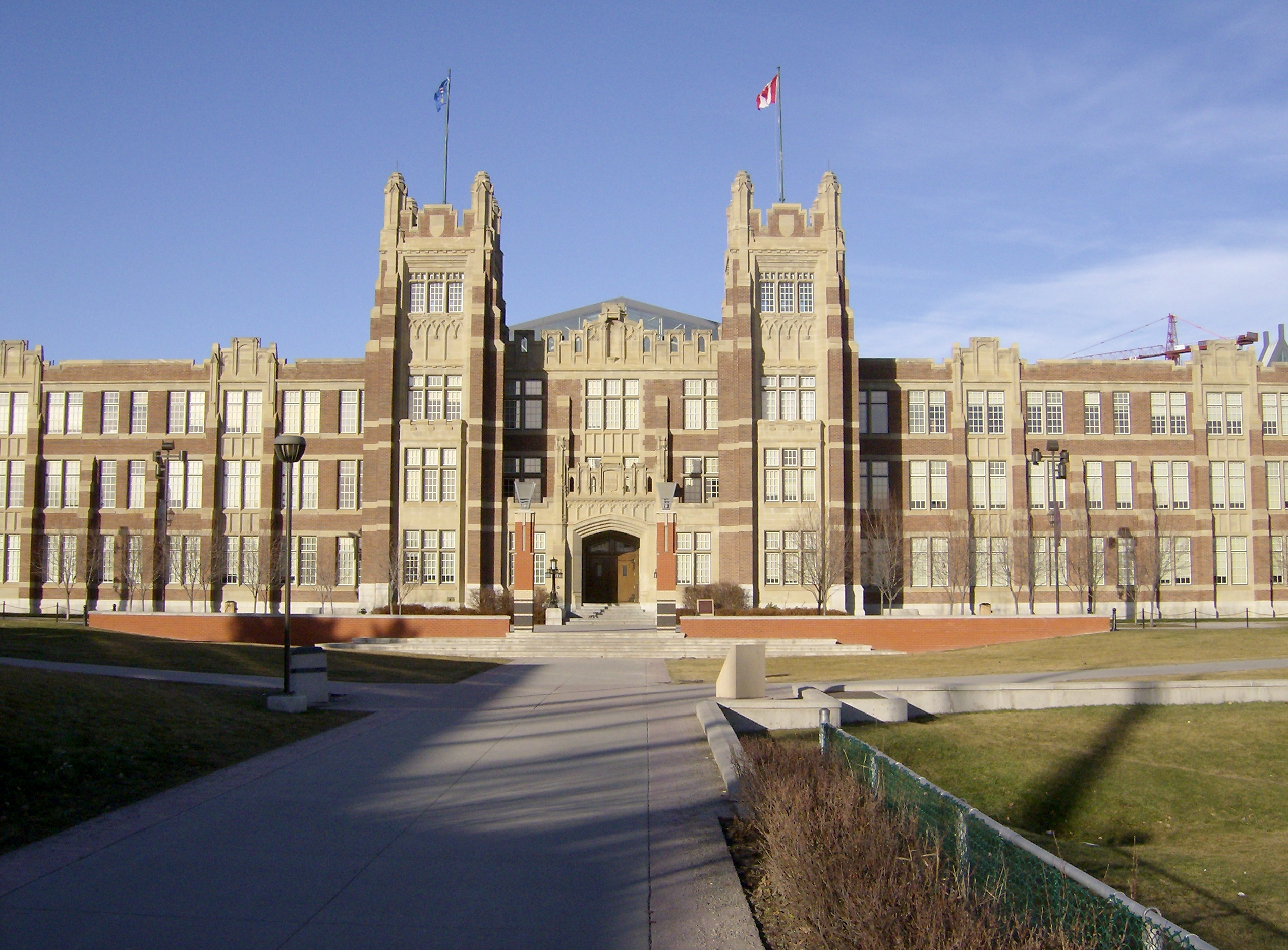
Херитидж-холл ЮАТИ

В Калгари имеется пять крупных государственных учреждений высшего образования. Важнейшим заведением, присваивающим учёные степени, является Калгарийский университет, где в 2006 обучались 28 807 студентов. К двум другим крупным высшим учебным заведениям относятся Университет Маунт-Ройал с 13 000 студентов, присваивающий учёные степени в нескольких областях, и технологический институт Южной Альберты с более чем 14 000 студентов, предоставляющий политехническое и среднее профессиональное образование, выдающий аттестаты, дипломы и присваивающий степени в прикладных областях. Главный кампус Технологического института Южной Альберты находится в северо-западном секторе к северу от деловой части.
Высшие учебные заведения в Калгари меньшего размера — это Университет Боу-Вэлли, Альбертский колледж искусств и дизайна и Университет Коламбия.
Также имеется несколько частных гуманитарных учебных заведений: университетский колледж Эмброуз, официальный канадский университетский колледж Церкви Назарянина и Христианско-миссионерского союза и университет Сент-Мэрис. В Калгари также находится единственный в Канаде городок профессионального колледжа Деври.

## СМИ
Главными газетами в Калгари являются Калгари геральд и Калгари сан. В городе имеют свои местные студии телевизионные сети Global, Citytv, CTV и CBC.

## Транспорт
Калгари — это транспортный узел между Центральной и Западной Канадой. Международный аэропорт Калгари (YYC) на северо-востоке города является третьим в Канаде по движению воздушных судов, и, кроме того, это крупный центр грузоперевозок. Беспосадочные рейсы отсюда отправляются в разные города Канады, США, Европы, Центральной Америки и Азии. Благодаря расположению Калгари на Трансканадской магистрали и главной линии Канадской Тихоокеанской железной дороги (КТЖД, включая сортировочную станцию Элит), он является важным центром перевозки грузов. VIA Rail не осуществляет междугороднее железнодорожное сообщение с Калгари — этим занимаются Rocky Mountaineer и Royal Canadian Pacific.
Калгари располагает сетью крупных улиц и скоростных автострад. В этой сети дороги, пролегающие с востока на запад, именуются авеню, а пролегающие с севера на юг — именуются улицами. Многие авеню и улицы пронумерованы. До 1904 улицы имели различные названия, а с тех пор все улицы получили номера в направлении от центра города. Улицы в жилых районах, а также платные и бесплатные скоростные автострады обычно не соответствуют общей сетке и поэтому чаще всего не нумеруются. Однако между застройщиками и городом существует соглашение, по которому непронумерованные улицы в Калгари должны иметь префикс по названию своего микрорайона, чтобы их было проще находить в городе.
Calgary Transit оказывает услуги городского транспорта с помощью сети автобусных маршрутов и линий скоростного трамвая. Калгарийский трамвай, известный как Си-Трейн, был одним из первых подобных видов транспорта в Северной Америке. Трамваи курсируют по трём линиям (но двум маршрутам) с общей длиной пути в 48,8 километра (главным образом, на одном уровне с другим транспортом, но с полосой отчуждения), по которым перевозятся 42 % работающих в деловой части. В четвёртом квартале 2009 система Си-Трейна перевозила в среднем 266 100 пассажиров в будний день, и стала, таким образом, третьей по интенсивности сетью скоростных трамваев в Северной Америке, уступив лишь монтеррейскому метро и торонтской сети трамваев. Автобусных маршрутов насчитывается более 160, а подвижной состав, работающий на них, составляет 800 единиц.
В качестве альтернативы более чем 260 километрам совмещённых велосипедных дорожек на улицах в городе организована сеть многоцелевых (велосипед, прогулки, катание на роликовых коньках и т. д.) дорожек общей протяжённостью 635 километров.

## Здравоохранение

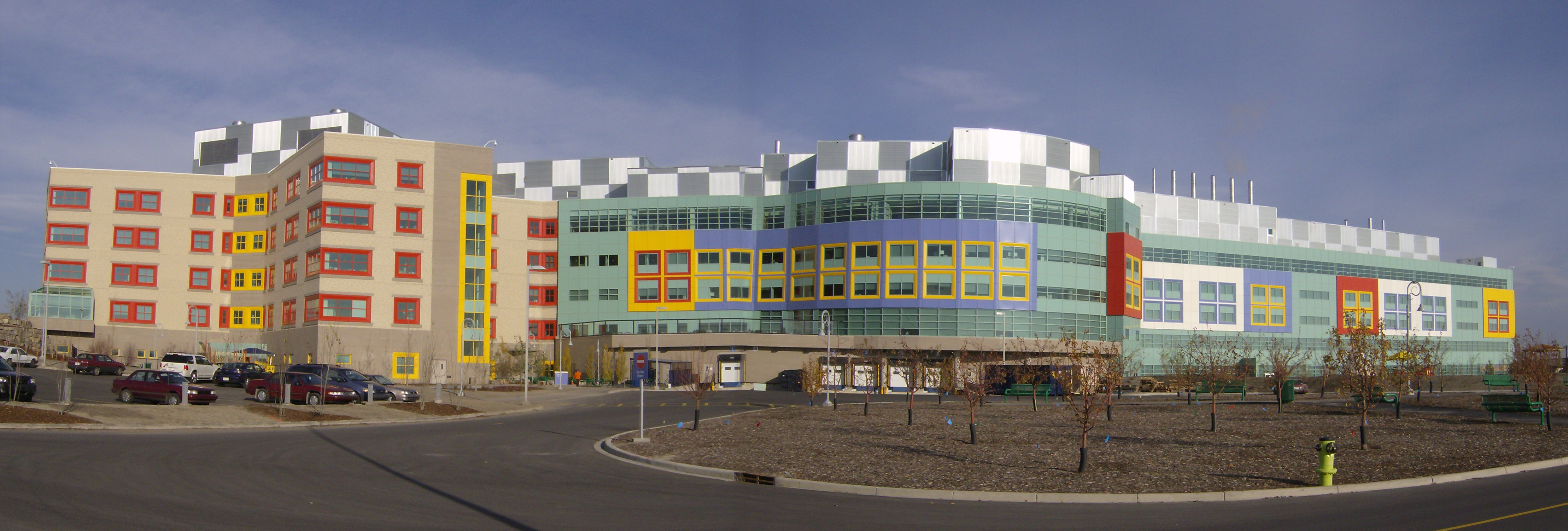
Альбертская детская больница

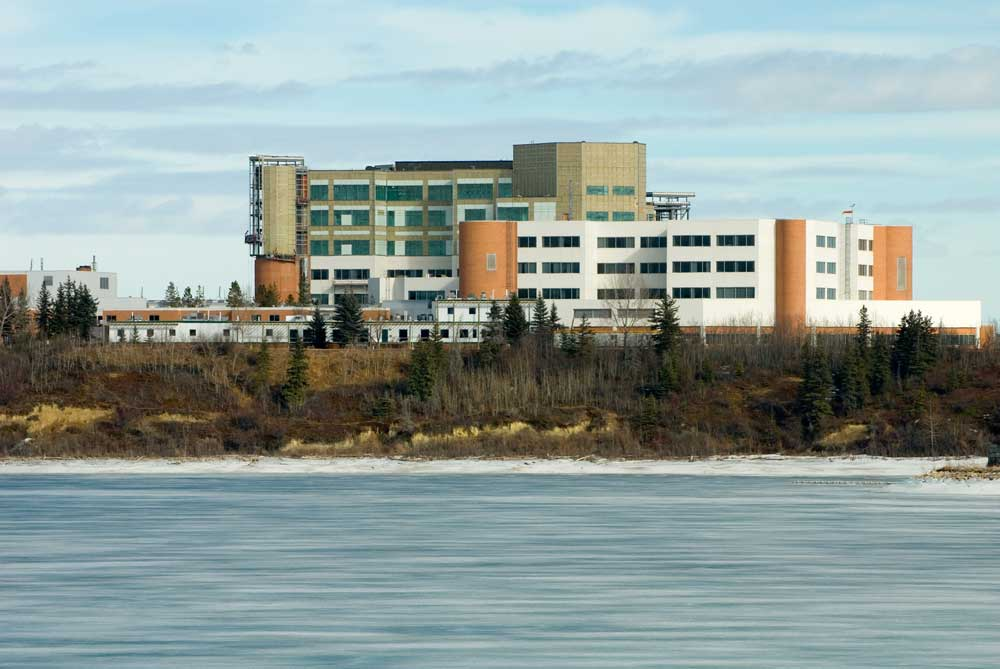
Больница Рокивью на берегу водохранилища Гленмор

В Калгари открыто три крупных больницы неотложной помощи для взрослых и одно крупное педиатрическое учреждение неотложной помощи — это медицинский центр Футхилс, являющийся крупнейшей больницей в Альберте, центр Питера Локхида, больница Рокивью и крупнейшая в степных провинциях Альбертская детская больница. Все они находятся в ведении Калгарийского округа Альбертской системы здравоохранения. В Калгари также находится Раковый центр Тома Бейкера — ведущий раковый центр в Альберте (расположенный в медицинском центре Футхилс),— женская поликлиника Грейс, оказывающая различные медицинские услуги, и институт сердечно-сосудистой хирургии Либин. К тому же в Калгари открыты сотни поликлиник и стоматологических клиник меньшего размера, в том числе центр Шелдона М. Кьюмира (крупная круглосуточная консультационная клиника), и лечебно-диагностический центр Ричмонд-Роуд (ЛДЦРР). Медицинский центр Калгарийского университета также сотрудничает с Калгарийским округом здравоохранения в области изучения рака, сердечно-сосудистых заболеваний, диабета, повреждений суставов, артрита и в области генетики.
Четыре крупнейших калгарийских больницы, взятые вместе, имеют более чем 2100 койко-мест и обеспечивают работой более 11 500 человек.

## Вооружённые силы
Присутствие канадских вооружённых сил естественным образом влияло на местную экономику и культуру с самого начала XX века, когда сюда был отправлен эскадрон кавалерии Стратконы. После многих неудавшихся попыток создать собственную городскую часть 1 апреля 1910 был, наконец, организован 103-й полк (калгарийские стрелки). После Второй мировой войны в виде казарм Карри и казарм Харви была основана база Канадских вооружённых сил (БКВС) Калгари. База оставалась важнейшим учреждением Министерства национальной обороны (МНО) в Калгари, до тех пор пока её не перевели в резерв в 1998, когда большинство частей было передислоцировано в БКВС Эдмонтон. Несмотря на это закрытие, по всему городу по-прежнему размещается несколько запасных частей Канадских вооружённых сил и отделения вневойсковой подготовки офицеров. К ним относятся запасная часть военно-морского флота ККЕВ Текумсе, Собственный королевский Калгарийский полк (ККАК), Калгарийский шотландский полк (с оркестром), 746-й эскадрон связи, 14-й (Калгарийский) служебный батальон, 15-й (Эдмонтонский) медицинский отряд в Калгари, 14-й (Эдмонтонский) взвод военной полиции в Калгари, 41-й отряд связи в Калгари (33-й инженерный эскадрон), а также немногочисленный кадровый состав поддержки регулярных вооружённых сил.

## Современные проблемы
Недавний экономический бум и быстрый рост в Калгари привёл к таким результатам, как разрастание города и задолженность по инфраструктурным проектам. Не имея географических барьеров для роста, не считая резервации Тсуу-Тъина, пригороды значительно разрослись за очень короткий срок. Это создало затруднения в обеспечении населения города необходимой транспортной инфраструктурой.
Перестройка Белтлайна и Даунтаун-Ист-Виллиджа была направлена на значительное увеличение плотности населения в центральном районе, но она не остановила темпов разрастания. В 2003 общая численность населения микрорайонов деловой части (Коммерческий центр деловой части, Даунтаун-Ист-Виллидж, Даунтаун-Уэст-Энд, О-Клэр и Чайнатаун) была чуть выше 12 600 человек. К тому же, в Белтлайне к югу от деловой части проживало 17 200 человек, что в сумме даёт около 30 000 жителей.
Из-за роста города его юго-западные границы теперь непосредственно прилегают к индейской резервации Тсуу-Тъина-Нейшн. Новое жилищное строительство у самых юго-западных границ города потребовало проведения туда крупного шоссе из центра города, но из-за сложностей в переговорах с Тсуу-Тъина строительство шоссе до сих пор не начато.

## Города-побратимы
Город Калгари поддерживает культурное и образовательное сотрудничество и программы по развитию торговли в рамках соглашений о партнёрстве с шестью городами:
| Город                | Провинция/Штат | Страна           | Дата |
| -------------------- | -------------- | ---------------- | ---- |
| Квебек               | Квебек         | Канада           | 1956 |
| Джайпур              | Раджастхан     | Индия            | 1973 |
| Наукальпан-де-Хуарес | Мехико         | Мексика          | 1994 |
| Дацин                | Хэйлунцзян     | Китай            | 1995 |
| Тэджон               | Чхунчхон-Намдо | Республика Корея | 1996 |
| Финикс               | Аризона        | США              | 1997 |